# Séguéla
Séguéla – miasto w północno-zachodniej części Wybrzeża Kości Słoniowej; stolica regionu Worodougou; według danych szacunkowych na rok 2010 liczy 63 557 mieszkańców.